# Озерне (Аулієкольський район)
Озе́рне (каз. Озерный) — село у складі Аулієкольського району Костанайської області Казахстану. Входить до складу Аманкарагайського сільського округу.
Населення — 79 осіб (2021; 128 у 2009, 134 у 1999, 146 у 1989).